# Peru nos Jogos Olímpicos de Verão de 2008
O Peru competiu nos Jogos Olímpicos de Verão de 2008, em Pequim, na China. O país esteve representado por treze atletas, que competiram em atletismo, badminton, natação, taekwondo, tiro, lutas, judô e esgrima.

## Desempenho

### Atletismo
Masculino
| Atletas         | Evento             | Preliminares | Preliminares | Final       | Final       |
| Atletas         | Evento             | Marca        | Posição      | Marca       | Posição     |
| --------------- | ------------------ | ------------ | ------------ | ----------- | ----------- |
| Costantino León | Maratona           |              |              | 2h28m04s    | 61º         |
| Louis Tristán   | Salto em distância | 7,62m        | 32º          | Não avançou | Não avançou |

Feminino
| Atletas        | Evento   | Final    | Final   |
| Atletas        | Evento   | Marca    | Posição |
| -------------- | -------- | -------- | ------- |
| María Portilla | Maratona | 2h35m19s | 39º     |

### Badminton
Feminino
| Atleta         | Evento  | Fase de 64             | Fase de 32                   | Fase de 16             | Quartas                | Semifinais             | Final                  | Final       |
| Atleta         | Evento  | Adversário e resultado | Adversário e resultado       | Adversário e resultado | Adversário e resultado | Adversário e resultado | Adversário e resultado | Posição     |
| -------------- | ------- | ---------------------- | ---------------------------- | ---------------------- | ---------------------- | ---------------------- | ---------------------- | ----------- |
| Claudia Rivero | Simples |                        | FRA Pi H. D 0-2 (6-21; 9-21) | Não avançou            | Não avançou            | Não avançou            | Não avançou            | Não avançou |

### Esgrima
Masculino
| Atleta           | Evento             | Fase de 64             | Fase de 32             | Fase de 16             | Quartas de final       | Semifinais             | Disputa Bronze         | Final                  |
| Atleta           | Evento             | Adversário e resultado | Adversário e resultado | Adversário e resultado | Adversário e resultado | Adversário e resultado | Adversário e resultado | Adversário e resultado |
| ---------------- | ------------------ | ---------------------- | ---------------------- | ---------------------- | ---------------------- | ---------------------- | ---------------------- | ---------------------- |
| María Luisa Doig | Florete individual | GER K. Wachter D 4-15  | Não avançou            | Não avançou            | Não avançou            | Não avançou            | Não avançou            | Não avançou            |

### Halterofilismo
Feminino
| Atleta           | Evento | Arranque (kg) | Arremesso (kg) | Total (kg) | Posição |
| ---------------- | ------ | ------------- | -------------- | ---------- | ------- |
| Cristina Cornejo | +75kg  | 97,0          | 128,0          | 225,0      | 10º     |

### Judô
Masculino
| Atleta         | Evento  | Preliminares           | Fase de 32               | Fase de 16                 | Quartas                | Semifinais             | Repescagem                  | Repescagem             | Repescagem             | Final                  | Final       |
| Atleta         | Evento  | Preliminares           | Fase de 32               | Fase de 16                 | Quartas                | Semifinais             | 1ª fase                     | Quartas                | Semifinais             | Final                  | Final       |
| Atleta         | Evento  | Adversário e resultado | Adversário e resultado   | Adversário e resultado     | Adversário e resultado | Adversário e resultado | Adversário e resultado      | Adversário e resultado | Adversário e resultado | Adversário e resultado | Pos.        |
| -------------- | ------- | ---------------------- | ------------------------ | -------------------------- | ---------------------- | ---------------------- | --------------------------- | ---------------------- | ---------------------- | ---------------------- | ----------- |
| Carlos Zegarra | +100 kg |                        | ARG S. López V 1001-0001 | CUB O. Braison D 0000-1000 |                        |                        | LIB R. Hachache D 0100-0200 | Não avançou            | Não avançou            | Não avançou            | Não avançou |

### Lutas
Greco-romana
| Atleta        | Evento | Preliminar             | Oitavas de final                  | Quartas de final        | Semifinal              | Repescagem 1ª rodada   | Repescagem 2ª rodada   | Final                  |
| Atleta        | Evento | Adversário e resultado | Adversário e resultado            | Adversário e resultado  | Adversário e resultado | Adversário e resultado | Adversário e resultado | Adversário e resultado |
| ------------- | ------ | ---------------------- | --------------------------------- | ----------------------- | ---------------------- | ---------------------- | ---------------------- | ---------------------- |
| Sixto Barrera | -74 kg |                        | LTU V. Venckaitis V 1-2, 1-1, 1-1 | CHN Chang Y. D 1-2, 0-7 | Não avançou            | Não avançou            | Não avançou            | Não avançou            |

### Natação
Masculino
| Atleta(s)            | Evento          | Eliminatórias | Eliminatórias | Semifinal   | Semifinal   | Final       | Final       |
| Atleta(s)            | Evento          | Tempo         | Posição       | Tempo       | Posição     | Tempo       | Posição     |
| -------------------- | --------------- | ------------- | ------------- | ----------- | ----------- | ----------- | ----------- |
| Emmanuel Crescimbeni | 200 m borboleta | 2m02s13       | 41º           | Não avançou | Não avançou | Não avançou | Não avançou |

Feminino
| Atleta(s)     | Evento      | Eliminatórias | Eliminatórias | Semifinal   | Semifinal   | Final       | Final       |
| Atleta(s)     | Evento      | Tempo         | Posição       | Tempo       | Posição     | Tempo       | Posição     |
| ------------- | ----------- | ------------- | ------------- | ----------- | ----------- | ----------- | ----------- |
| Valeria Silva | 100 m peito | 1m11s64       | 38º           | Não avançou | Não avançou | Não avançou | Não avançou |

### Taekwondo
Masculino
| Atleta      | Evento | Fase de 16             | Quartas                | Semifinais             | Repescagem             | Final                                    | Posição |
| Atleta      | Evento | Adversário e resultado | Adversário e resultado | Adversário e resultado | Adversário e resultado | Adversário e resultado                   | Posição |
| ----------- | ------ | ---------------------- | ---------------------- | ---------------------- | ---------------------- | ---------------------------------------- | ------- |
| Peter López | −68kg  | AUS B. Hasan V 3-1     | NGR I. Muhammad V 3-0  | USA M. Lopez D 1-2     |                        | Disputa pelo bronze TUR S. Tazegul D 0-1 | 4º      |

### Tiro
Masculino
| Atleta          | Evento | Qualificação | Qualificação | Final       | Final       | Posição |
| Atleta          | Evento | Placar       | Posição      | Placar      | Total       | Posição |
| --------------- | ------ | ------------ | ------------ | ----------- | ----------- | ------- |
| Marco Matellini | Skeet  | 95           | 40º          | Não avançou | Não avançou | 40º     |

### Vela
Feminino
| Atleta         | Evento       | Regata | Regata | Regata | Regata | Regata | Regata | Regata | Regata | Regata | Regata | Regata  | Pontos | Posição |
| Atleta         | Evento       | 1      | 2      | 3      | 4      | 5      | 6      | 7      | 8      | 9      | 10     | M       | Pontos | Posição |
| -------------- | ------------ | ------ | ------ | ------ | ------ | ------ | ------ | ------ | ------ | ------ | ------ | ------- | ------ | ------- |
| Paloma Schmidt | Laser Radial | 9      | 26     | 27     | 28     | 14     | 26     | 22     | 12     | 28     |        | Não av. | 163    | 26º     |

Legenda
| Recorde mundial      | Recorde mundial (World record)               |                       | Recorde africano                      | Recorde africano (African) |                                           | Q | Classificado por posição (Qualified) |
| Recorde olímpico     | Recorde olímpico (Olympic record)            | Recorde da América    | Recorde da América (Americas)         | q                          | Classificado por melhor tempo (Qualified) |   |                                      |
| Melhor marca do ano  | Melhor marca do ano (World leading)          | Recorde asiático      | Recorde asiático (Asian)              | DNS                        | Não largou (Did not start)                |   |                                      |
| Recorde nacional     | Recorde nacional (National record)           | Recorde europeu       | Recorde europeu (European)            | DNF                        | Não terminou (Did not finish)             |   |                                      |
| Recorde pessoal      | Recorde pessoal do atleta (Personal best)    | Recorde da Oceania    | Recorde da Oceania (Oceania)          | DSQ / DQ                   | Desclassificado (Disqualified)            |   |                                      |
| Recorde da temporada | Recorde da temporada do atleta (Season best) | Recorde sul-americano | Recorde sul-americano (South America) | NM                         | Sem marca (No mark)                       |   |                                      |

| M   | Regata da Medalha da qual só participam os dez primeiros colocados das regatas anteriores  |  |  | CAN | Regata cancelada |
| BFD | Desclassificado por bandeira preta (Black Flag Disqualified)                               |  |  |     |                  |
| UFD | Desclassificado por bandeira "U" (U Flag Disqualified)                                     |  |  |     |                  |
| OCS | Largada queimada (On the Course Side of the starting line)                                 |  |  |     |                  |
| DNE | Desclassificação sem eliminação (infração a um item do regulamento da prova – Did Not End) |  |  |     |                  |